# Art of Life
Art of Life és el quart àlbum del grup de rock japonès X Japan, l'àlbum conté una sola cançó de 29 minuts amb el mateix nom de l'àlbum. L'àlbum va debutar al número ú dels Oricon.

## Composició
La cançó, com la majoria de les de X Japan, fou composta per en Yoshiki. Si per alguna cosa destaca la cançó, és per la seva peculiar estructura i per la seva duració, els seus 29 minuts, 34 en la versió en directe, la fan una de les cançons més llargues de la història del rock. La cançó comença amb una introducció amb una guitarra acústica i una mica de piano, per després cedir el protagonisme a la veu d'en Toshi, després el piano cedeix el protagonisme al baix de Heath, les guitarres d'en hide i d'en Pata i la forta i ràpida bateria d'en Yoshiki, en aquest moment de la cançó d'en Toshi ja és més forta. Als vuit minuts sona una mica d'orquestra que després més tard tornaria a sonar per acompanyar el solo de piano d'en Yoshiki, aquest solo a piano és considerat per alguns una de les millors peces a piano del rock. Després del solo les guitarres i els baixos tornen a l'acció per acabar la cançó.

## Història
El 1989, la banda per promocionar el seu àlbum Blue Blood van fer una segona gira, anomenada Rose & Blood Tour. Mentrestant feien aquella gira, a causa que en Yoshiki tocava molt fort la bateria, es va fer mal i va haver d'estar uns dies en repòs, durant aquells dies va començar a compondre la cançó, i fins i tot van tocar una versió preliminar amb en Taiji, anomenada End of the World, que després aquest últim va llançar en un àlbum seu, Rose & Blood [Indies of X] el 2001. Ja després amb Heath a la banda es va llançar una demo per allà al juliol de 1993, en aquesta versió el solo de piano era gairebé idèntic a la versió final.

## Crèdits
- Yoshiki (bateria i piano)
- Toshi (vocal)
- hide (guitarra)
- Pata (guitarra)
- Hiroshi Morie (baix)
- Lori Tritel (veu)
- Diana Barrows (veu)
- Christine Lane (veu)